# 15e étape du Tour d'Italie 1999
Pour un article plus général, voir Tour d'Italie 1999.
La 15e étape du Tour d'Italie 1999 s'est déroulée le 30 mai dans la région du Piémont. Le parcours de 160 kilomètres était disputé entre Racconigi, dans la province de Coni et le Sanctuaire d'Oropa dans celle de Biella. Elle a été remportée par l'Italien Marco Pantani de la formation italienne Mercatone Uno.

## Récit
Dans la montée finale vers le Sanctuaire d'Oropa, Laurent Jalabert joue son va-tout pour essayer de distancer le maillot rose Marco Pantani. Profitant d'une crevaison de ce dernier, il part seul et semble se diriger vers une nouvelle victoire d'étape. C'était compter sans la rage du Pirate, qui en seulement 3 kilomètres revient sur le Champion de France, puis le décroche impitoyablement pour aller chercher la victoire d'étape et conforter son maillot rose.

## Classement de l'étape
| \| 1. \| Marco Pantani \| \| Mercatone Uno \| en \| \| \| 2. \| Laurent Jalabert \| \| ONCE \| + \| 21 s \| \| 3. \| Gilberto Simoni \| \| Ballan \| \| 35 s \| |                  |  |               |    |      |
| 1. | Marco Pantani    |  | Mercatone Uno | en |      |
| 2. | Laurent Jalabert |  | ONCE          | +  | 21 s |
| 3. | Gilberto Simoni  |  | Ballan        |    | 35 s |

## Classement général
| \| 1. \| Marco Pantani \| \| Mercatone Uno \| en \| \| \| 2. \| Paolo Savoldelli \| \| Saeco \| + \| 1 min 54 s \| \| 3. \| Laurent Jalabert \| \| ONCE \| \| 2 min 10 s \| |                  |  |               |    |            |
| 1. | Marco Pantani    |  | Mercatone Uno | en |            |
| 2. | Paolo Savoldelli |  | Saeco         | +  | 1 min 54 s |
| 3. | Laurent Jalabert |  | ONCE          |    | 2 min 10 s |